# Diócesis de Cartago (Colombia)
La diócesis de Cartago (en latín: Dioecesis Carthadensis in Columbia) es una circunscripción eclesiástica de la Iglesia católica en Colombia. Se trata de una diócesis latina, sufragánea de la arquidiócesis de Cali. Desde el 18 de octubre de 2021 su obispo es César Alcides Balbín Tamayo.

## Territorio y organización
La diócesis tiene 4500 km² y extiende su jurisdicción sobre los fieles católicos de rito latino residentes en 16 municipios del departamento de Valle del Cauca: Alcalá, Ansermanuevo, Argelia, Zarzal, Bolívar, Cartago, El Águila, El Cairo, El Dovio, La Unión, La Victoria, Obando, Roldanillo, Toro, Ulloa y Versalles; al igual que algunos de sus respectivos corregimientos.
Su territorio limita al nordeste con la diócesis de Pereira, al sureste con la diócesis de Armenia, al sur con la diócesis de Buga, y al noroeste con la diócesis de Istmina-Tadó.
La sede de la diócesis se encuentra en la ciudad de Cartago, en donde se halla la Catedral de Nuestra Señora del Carmen.
En 2021 en la diócesis existían 54 parroquias agrupadas en 5 vicarías foráneas: San Mateo, San Marcos, San Lucas, San Juan y San Luis Bertrán.
Vicaría de San Mateo
- La Inmaculada Concepción. Municipio del Águila, centro
- Nuestra Señora de las Mercedes. Corregimiento de Albán del municipio de El Cairo
- Nuestra Señora del Carmen. Municipio de Argelia
- Nuestra Señora del Carmen. Municipio de El Cairo
- Nuestra Señora del Carmen. Corregimiento de El Villar del municipio de Ansermanuevo
- Nuestra Señora del Carmen. Corregimiento de La María (El Águila) y Corregimiento de El Vergel (Ansermanuevo)
- Nuestra Señora del Carmen. Corregimiento de El Balsal del municipio de Versalles
- Santa Ana. Municipio de Ansermanuevo
- San José. Corregimiento de Villanueva del municipio de El Águila.

Vicaría de San Marcos
- La Sagrada Eucaristía. Corregimientos de Higuerón, Morelia y Candelaria, Zona Rural del Municipio de Roldanillo
- La Santísima Trinidad. Municipio de Roldanillo, urbana
- Nuestra Señora de las Mercedes. Municipio de Zarzal, urbana
- Nuestra Señora del Carmen. Municipio de Zarzal, urbana
- Nuestra Señora del Carmen. Municipio de El Dovio, urbana
- Nuestra Señora del Carmen. Corregimiento de Primavera y Corregimiento La Tulia, zona rural ambos del Municipio de Bolívar
- San Antonio de Padua. Corregimiento Naranjal y Corregimiento de Betania zona rural del Municipio de Bolívar
- San Sebastián. Municipio de Roldanillo, urbana
- Santa Ana del Pescador. Municipio Bolívar, urbana
- Santa Bárbara. Corregimiento La Paila zona Rural del Municipio Zarzal
- Santuario del Divino Ecce-Homo Corregimiento Ricaurte zona Rural del Municipio de Bolívar
- El Misericordioso. Municipio de Roldanillo, Urbana.
- Divino Niño. Municipio  de Zarzal, Urbana
- Nuestra Señora de la Medalla Milagrosa de Roldanillo, zona urbana

Vicaría de San Lucas
- El Divino Niño. Cartago
- Nuestra Señora del Perpetúo Socorro. Municipio Alcalá
- Santa Bárbara. Corregimiento Zaragoza del municipio Cartago
- San Agustín. Cartago
- San Jerónimo. Cartago
- San José. Municipio Ulloa
- San José Obrero. Cartago
- San Nicolás. Cartago
- San Vicente de Paúl. Cartago
- Nuestra Señora de Fátima. Cartago

Vicaría de San Juan
- El Espíritu Santo. Cartago
- La Epifanía del Señor. Cartago
- La Sagrada Familia. Cartago
- La Santísima Eucaristía. Cartago
- Los Doce Apóstoles. Cartago
- Nuestra Señora de la Pobreza. Cartago
- Nuestra Señora del Perpetuo Socorro. Cartago
- San Gabriel Arcángel. Cartago
- San Joaquín y Santa Ana. Cartago
- San Jorge. Cartago
- San Pablo Apóstol. Cartago
- San Juan Pablo II. Cartago

Vicaría de San Luis Beltrán
- La Inmaculada Concepción. Municipio de Versalles
- Nuestra Señora de la Consolación. Municipio de Toro, urbana
- Nuestra Señora de la Paz. Corregimiento de Miravalles del municipio de La Victoria
- Nuestra Señora del Carmen. Corregimiento de Holguín del municipio de La Victoria
- Nuestra Señora del Perpetuo Socorro. Municipio de La Unión, urbana
- San Francisco de Asís. Corregimiento de San Francisco del municipio de Toro
- San José. Municipio de La Victoria, urbana
- San José. Municipio de La Unión, urbana
- San José. Municipio de Obando, urbana
- San Pedro Apóstol. Municipio de La Unión, urbana

## Historia
La diócesis fue erigida el 16 de marzo de 1962 mediante la bula Ecclesiarum omnium del papa Juan XXIII, obteniendo el territorio de la diócesis de Cali (hoy arquidiócesis). El 26 de abril de 1962 Juan XXIII nombró como primer obispo de la diócesis a José Gabriel Calderón, quien se desempeñaba en ese momento como obispo auxiliar de la arquidiócesis de Bogotá. La bula de erección fue solemnemente promulgada por el cardenal José Paupini entonces nuncio apostólico en Colombia, el 26 de junio de 1962. El mismo día tomó posesión como primer obispo Calderón.
Originalmente sufragánea de la arquidiócesis de Popayán, el 20 de junio de 1964 pasó a formar parte de la provincia eclesiástica de la arquidiócesis de Cali.
El 15 de mayo de 1972, con la carta apostólica Cum de beata Maria, el papa Pablo VI confirmó a la Santísima Virgen María, conocida con el nombre de Nuestra Señora de la Paz, como patrona principal de la diócesis.
A Calderón lo sucedió Luis Madrid Merlano, quien fue nombrado el 19 de abril de 1995. El 30 de marzo de 2010 Madrid fue nombrado como arzobispo de Nueva Pamplona de la cual tomó posesión el 22 de mayo del mismo año. Fue nombrado administrador apostólico de la diócesis Alberto Giraldo Jaramillo, arzobispo emérito de Medellín, hasta el mes de noviembre de 2010, pues el 27 de ese mes tomó posesión canónica de la catedral como tercer obispo de la diócesis de Cartago, José Alejandro Castaño Arbeláez, quien fue nombrado el 21 de octubre de 2010. A José Alejandro Castaño se le aceptó la renuncia el 31 de octubre de 2020; nombrando a José Roberto Ospina Leongomez hasta entonces obispo de Buga, como administrador apostólico de la diócesis hasta la llegada de un nuevo obispo. El 18 de octubre de 2021 el papa Francisco nombró como nuevo obispo de Cartago a César Alcides Balbín Tamayo; hasta entonces obispo de Caldas, quien tomó posesión el 9 de diciembre de 2021.

## Estadísticas
Según el Anuario Pontificio 2022 la diócesis tenía a fines de 2021 un total de 428 805 fieles bautizados.
| Año                                                                             | Población            | Población | Población      | Sacerdotes | Sacerdotes    | Sacerdotes    | Bautizados por sacerdote | Diáconos permanentes | Religiosos | Religiosos | Parroquias |
| Año                                                                             | Bautizados católicos | Total     | % de católicos | Total      | Clero secular | Clero regular | Bautizados por sacerdote | Diáconos permanentes | Varones    | Mujeres    | Parroquias |
| ------------------------------------------------------------------------------- | -------------------- | --------- | -------------- | ---------- | ------------- | ------------- | ------------------------ | -------------------- | ---------- | ---------- | ---------- |
| 1965                                                                            | 378 000              | 380 000   | 99.5           | 64         | 55            | 9             | 5906                     |                      | 9          | 165        | 30         |
| 1970                                                                            | 380 000              | 400 000   | 95.0           | 51         | 45            | 6             | 7450                     |                      | 6          |            | 30         |
| 1976                                                                            | 472 000              | 495 000   | 95.4           | 45         | 40            | 5             | 10 488                   |                      | 5          | 165        | 34         |
| 1980                                                                            | 524 000              | 565 000   | 92.7           | 42         | 37            | 5             | 12 476                   |                      | 6          | 160        | 37         |
| 1990                                                                            | 630 000              | 670 000   | 94.0           | 50         | 48            | 2             | 12 600                   |                      | 3          | 171        | 42         |
| 1999                                                                            | 585 500              | 590 000   | 99.2           | 65         | 61            | 4             | 9007                     |                      | 5          | 152        | 46         |
| 2000                                                                            | 556 225              | 560 500   | 99.2           | 67         | 60            | 7             | 8301                     |                      | 9          | 152        | 46         |
| 2001                                                                            | 551 000              | 555 000   | 99.3           | 68         | 60            | 8             | 8102                     |                      | 10         | 149        | 46         |
| 2002                                                                            | 540 000              | 544 250   | 99.2           | 73         | 62            | 11            | 7397                     |                      | 14         | 143        | 46         |
| 2003                                                                            | 538 000              | 543 000   | 99.1           | 75         | 64            | 11            | 7173                     |                      | 14         | 140        | 46         |
| 2004                                                                            | 515 000              | 523 000   | 98.5           | 79         | 69            | 10            | 6518                     |                      | 17         | 167        | 46         |
| 2006                                                                            | 518 000              | 521 000   | 99.4           | 80         | 65            | 15            | 6475                     |                      | 20         | 163        | 46         |
| 2013                                                                            | 493 000              | 505 000   | 97.6           | 97         | 80            | 17            | 5082                     | 10                   | 24         | 182        | 54         |
| 2016                                                                            | 407 640              | 414 186   | 98.4           | 95         | 79            | 16            | 4290                     | 10                   | 23         | 183        | 56         |
| 2019                                                                            | 412 654              | 417 436   | 98.9           | 101        | 83            | 18            | 4085                     | 24                   | 24         | 153        | 59         |
| 2021                                                                            | 428 805              | 438 128   | 97.9           | 100        | 83            | 17            | 4288                     | 29                   | 23         | 128        | 54         |
| Fuente: Catholic-Hierarchy, que a su vez toma los datos del Anuario Pontificio. |                      |           |                |            |               |               |                          |                      |            |            |            |

## Episcopologio
- José Gabriel Calderón Contreras † (26 de abril de 1962-19 de abril de 1995 retirado)
- Luis Madrid Merlano (19 de abril de 1995-30 de marzo de 2010 nombrado arzobispo de Nueva Pamplona)
- José Alejandro Castaño Arbeláez, O.A.R. (21 de octubre de 2010-31 de octubre de 2020 retirado)[nota 1]
- César Alcides Balbín Tamayo, desde el 18 de octubre de 2021